# Nahverkehr in Lübeck
Der Nahverkehr in Lübeck besteht aus den Stadtbuslinien der Stadtwerke Lübeck Mobil, den Regionalbuslinien von DB Regio Autokraft und NAHBUS Nordwestmecklenburg sowie dem Schienen-Personennahverkehr  der Bahn in der Region Lübeck.

## Historisches

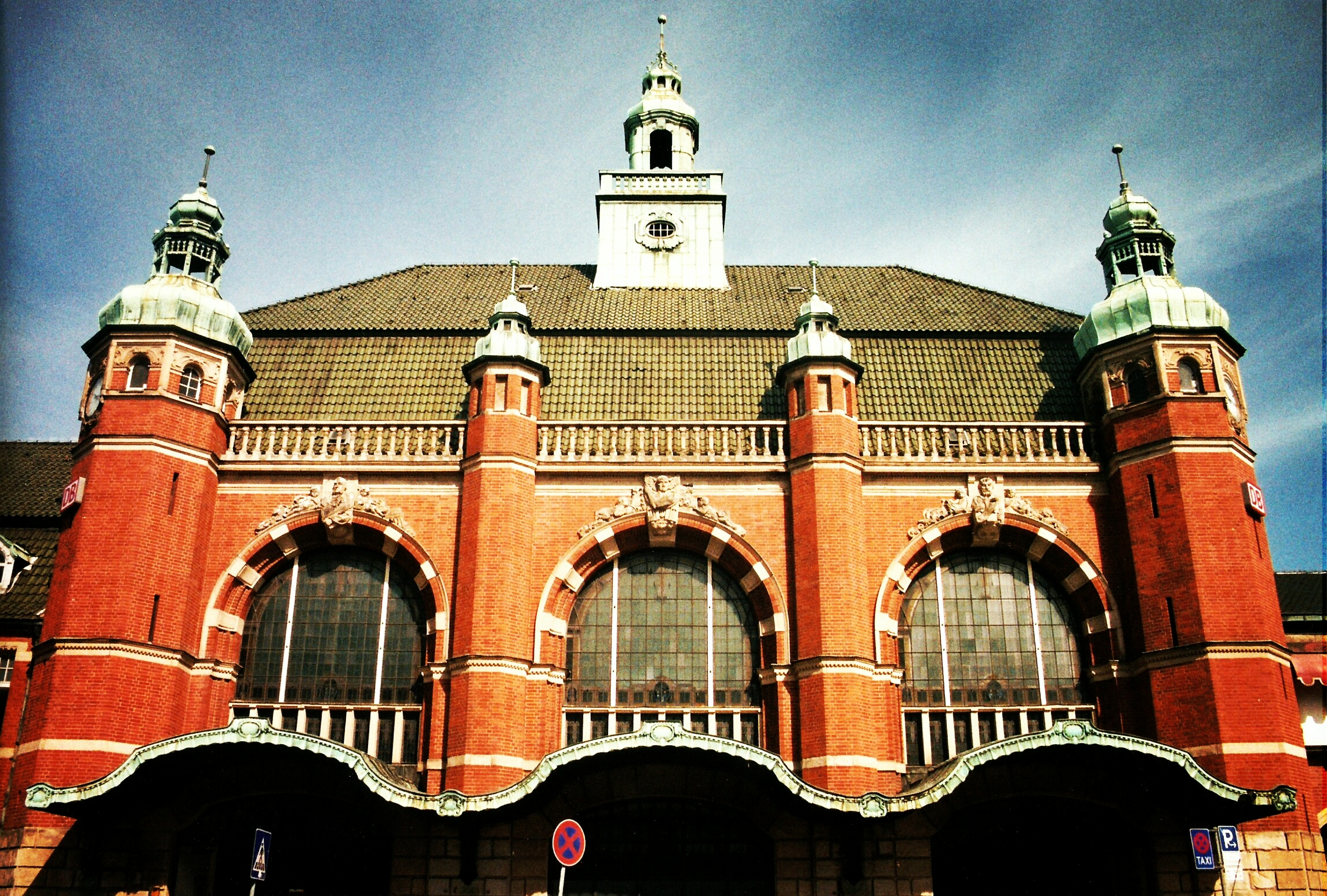
Lübecker Hauptbahnhof

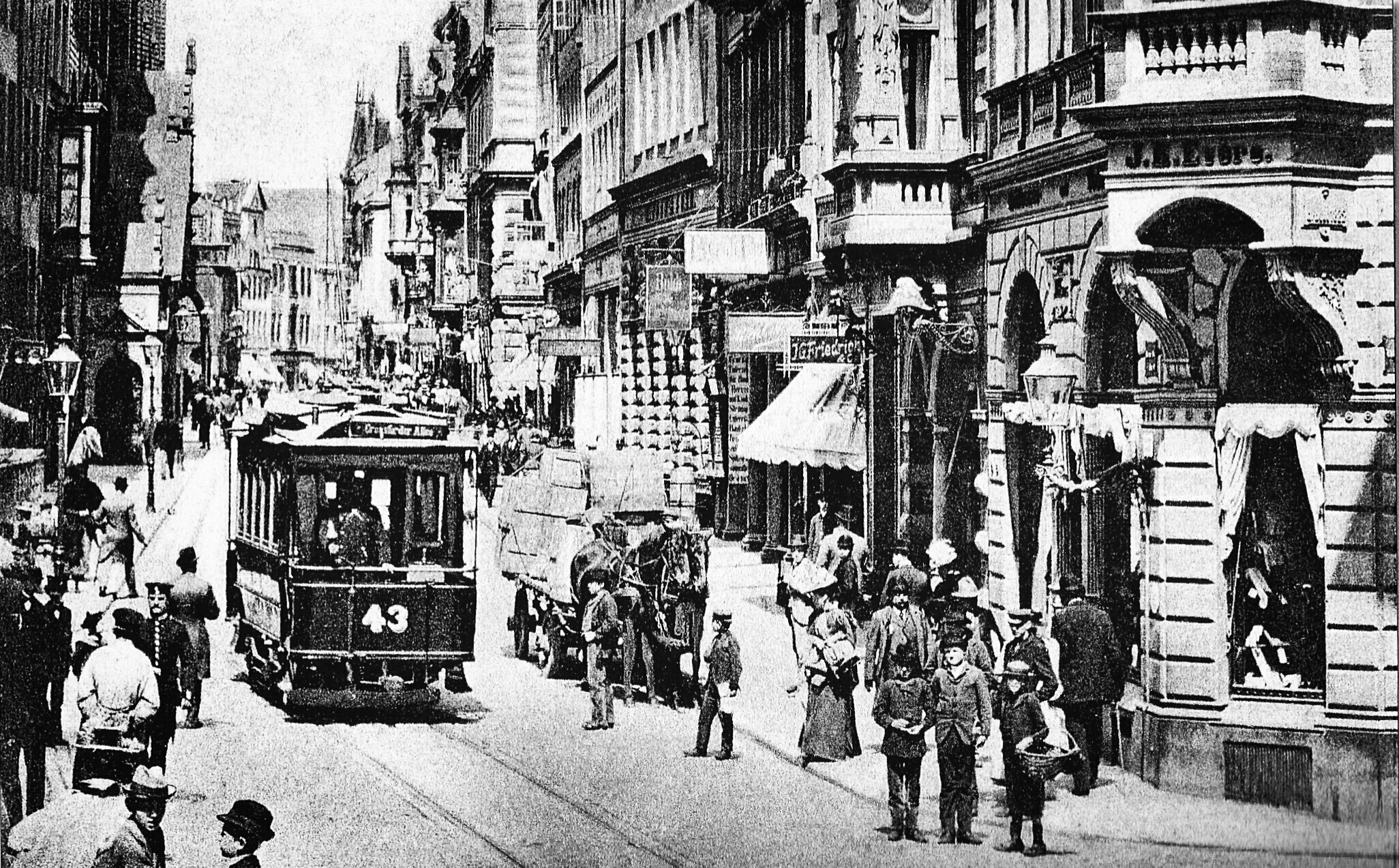
Blick vom Kohlmarkt in die Breite Straße, 1902

Lübeck wurde 1851 mit der Bahnstrecke Lübeck–Lüneburg erstmals an das Eisenbahnnetz angeschlossen. Bis 1882 folgten die Bahnstrecken nach Hamburg, Kiel, Bad Kleinen und Travemünde; 1928 wurde die Bahnstrecke nach Neustadt (Holst) in Betrieb genommen. Durch diese Bahnstrecken wurden erstmals einige der zahlreichen ländlichen Stadtteile Lübecks an den Nahverkehr angebunden. Von einem Stadtverkehr im eigentlichen Sinn kann dabei aber keine Rede sein, denn in der eigentlichen Kernstadt gab es mit dem Hauptbahnhof nur eine Zugangsmöglichkeit zur Eisenbahn. Somit bestand nur die Möglichkeit, aus weit außerhalb gelegenen Stadtteilen wie etwa Niendorf oder Travemünde mit der Bahn die Innenstadt zu erreichen.

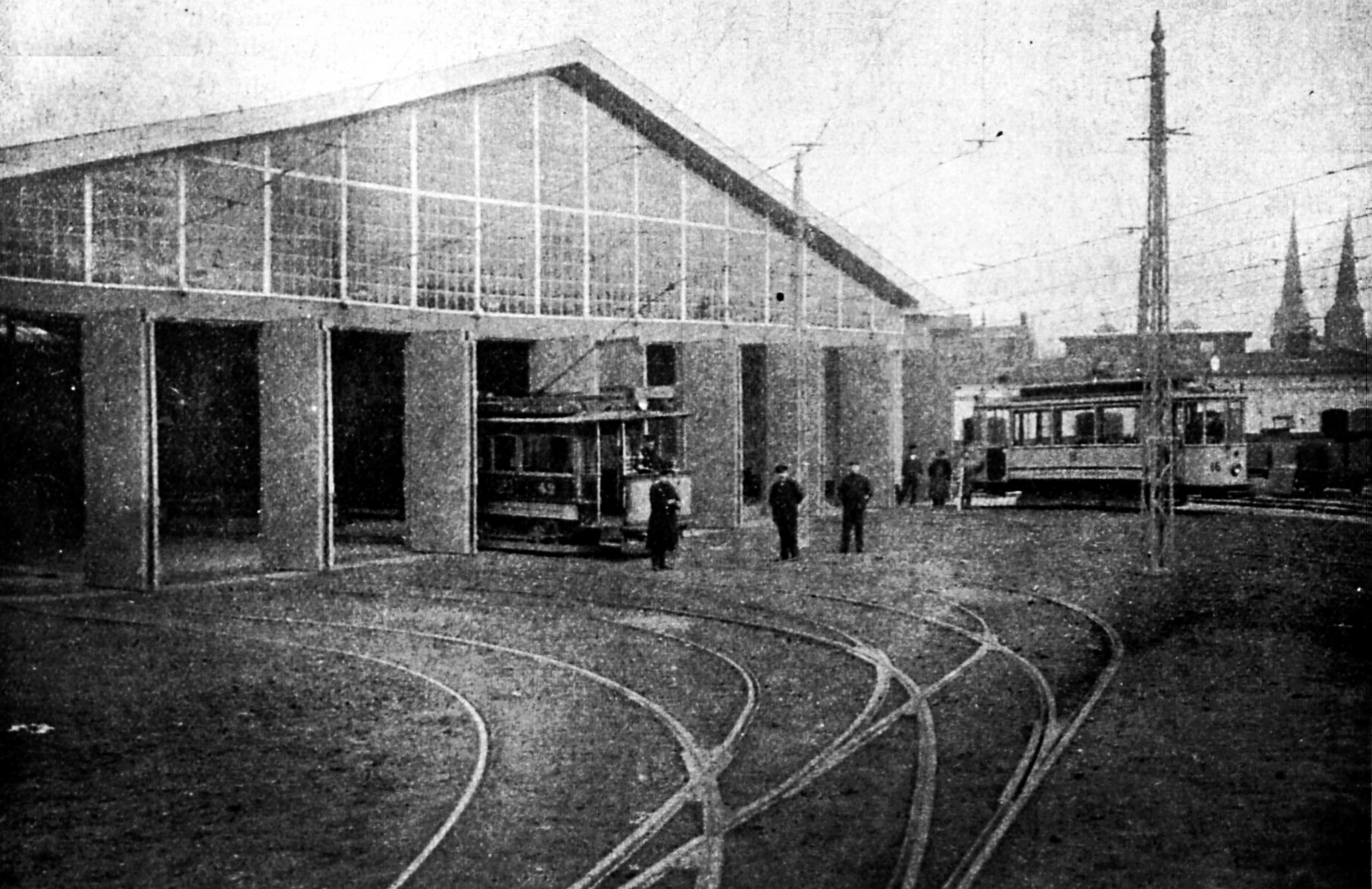
Depot Finkenstraße um 1910

Die Geschichte des eigentlichen Lübecker Stadtverkehrs begann mit der Eröffnung der Pferdestraßenbahn am 30. April 1881. Im Jahr 1894 wurden die Strecken der Pferdestraßenbahn elektrifiziert und fortan ein elektrischer Straßenbahnbetrieb auf 1100 mm Spurbreite durchgeführt. Die erste Omnibuslinie auf Lübecker Stadtgebiet wurde 1924 zwischen Lübeck und der (damaligen) Lübecker Exklave Nusse eingerichtet. Bald folgten weitere Linien, etwa zwischen der Straßenbahn-Endhaltestelle Kücknitz und Travemünde, von Lübeck nach Ahrensbök, nach Utecht oder der „Luftbus“, eine Zubringerlinie, die in den 1920er Jahren vom Lübecker Hauptbahnhof zum damaligen Flugplatz auf dem Priwall verkehrte. Ab 1935 kamen erstmals Busse auch im Stadtverkehr zum Einsatz. Mit ihrer Einführung verdrängten sie erstmals eine Straßenbahnstrecke: Sie ersetzten die Straßenbahn in der Breiten Straße. Fortan wurde das Stadtbusnetz kontinuierlich zulasten der Straßenbahn ausgebaut. Nach einer kurzen „Blüte“ im Zweiten Weltkrieg und in der unmittelbaren Nachkriegszeit (die vorhandenen Busse wurden zum Teil anders gebraucht, Kraftstoff und Reifen waren knapp, daher wurden zum Teil wieder Straßenbahnstrecken reaktiviert) schrumpfte das Straßenbahnnetz immer mehr. Ende 1955 verkehrten noch sechs Straßenbahnlinien und acht Stadtbuslinien. Am 16. November 1959 schließlich war die Umstellung der Straßenbahn auf Busverkehr vollendet. → siehe: Straßenbahn Lübeck
Somit bestand der Lübecker Stadtverkehr fortan aus den Buslinien der Lübeck-Travemünder Verkehrsgesellschaft (LVG, zwischen Lübeck und Travemünde) und der Stadtwerke Lübeck. Eine Besonderheit in Lübeck war der Kleine Grenzverkehr, im Rahmen dessen es ab 1973 eine Linienbusverbindung der Stadtwerke Lübeck über die innerdeutsche Grenze gab. Eine Neuerung erfuhr der Nahverkehr in Lübeck mit der Gründung der Tarifgemeinschaft Lübeck (TGL) 1992. Damit gab es erstmals eine Tarifgemeinschaft zwischen Buslinien der Stadtwerke und der LVG. Bis dahin war es nicht möglich, aus Travemünde (das nur von der LVG bedient wurde) mit einem Fahrschein über die Innenstadt hinaus zu fahren. 1993 trat die DB der TGL mit der Eisenbahnlinie Lübeck Hbf – Travemünde Strand bei. Die TGL bestand bis 2011 und wurde dann in den Schleswig-Holstein-Tarif integriert.

## Eisenbahnverkehr
Lübeck wird seit 1851 von der Eisenbahn erreicht. Von Lübeck aus gibt es Eisenbahnstrecken in alle Himmelsrichtungen. Der größte und wichtigste Bahnhof ist der Hauptbahnhof, der auch von ICs und ICEs angefahren wird. Der Regionalbahn kommt eine nicht unbeträchtliche Rolle im Lübecker Stadt- und Vorortverkehr zu. Insgesamt gibt es zehn Bahnstationen im Stadtgebiet. Die Regionalbahn vom Lübecker Hauptbahnhof nach Travemünde verläuft ausschließlich auf Lübecker Stadtgebiet.
| Linie      | Zuglauf | Takt in der HVZ/NVZ                       |
| ---------- | --- | ----------------------------------------- |
| RE 4       | Lübeck Hbf – Lübeck-St. Jürgen – Herrnburg – Schönberg (Meckl) – Grevesmühlen – Bad Kleinen (– Bützow – Güstrow / – Neubrandenburg / – Pasewalk – Szczecin Główny) | stündlich (zweistündlich)                 |
| RE 8 RE 80 | Lübeck Hbf – Lübeck-Moisling – Reinfeld (Holst) – Bad Oldesloe – (Ahrensburg) – Hamburg Hbf                                                                        | halbstündlich                             |
| RE 8 RE 80 | Lübeck Hbf – Lübeck-Dänischburg IKEA – Lübeck-Kücknitz – Lübeck-Travemünde Skandinavienkai – Lübeck-Travemünde Hafen – Lübeck-Travemünde Strand                    | stündlich (Juni–Okt: Sa+So halbstündlich) |
| RE 83      | Lübeck Hbf – Lübeck Hochschulstadtteil – Lübeck Flughafen – Ratzeburg – Mölln – Büchen – Lauenburg (Elbe) – Echem – Lüneburg                                       | stündlich                                 |
| RE 83RB 84 | Lübeck Hbf – Bad Schwartau – (Pansdorf – Pönitz) – Eutin – Bad Malente – Plön – Ascheberg – Preetz – Raisdorf – (Kiel-Elmschenhagen) – Kiel Hbf                    | ungefähr halbstündlich                    |
| RB 85      | Lübeck Hbf – Bad Schwartau – Timmendorfer Strand – Scharbeutz – Haffkrug – Sierksdorf – Neustadt (Holstein)                                                        | stündlich (halbstündlich)                 |
| RB 85      | Lübeck Hbf – Lensahn – Oldenburg (Holstein) – Großenbrode – Fehmarn – Puttgarden (bis vsl. 2033 Ersatzverkehr mit Buslinie X85)                                    | stündlich                                 |

## Busverkehr
Das Gebiet der Stadt Lübeck und direkt angrenzender Orte (Region Lübeck) wird durch das Busnetz der Stadtwerke Lübeck Mobil abgedeckt. Daneben gibt es zehn Regionalbuslinien, die die Stadt mit dem Umland verbinden und auch im Stadtgebiet genutzt werden können. Eine Sonderstellung nimmt die Linie 8720 ein, die zwar reine Regionalbuslinie ist, aber zugleich den als einzigen Stadtteil nicht an das Stadtbusnetz angebundenen Stadtteil Kronsforde bedient.
Zentraler Knotenpunkt ist der ZOB mit 20 Bussteigen (Zentraler Omnibus-Bahnhof). Hier treffen sich fast alle Stadt- und Regionalbuslinien in Lübeck. Auch Fernbusse halten hier. Er wurde 1973 direkt südlich vom Hauptbahnhof in Betrieb genommen. Außerdem kann man am Kohlmarkt, mitten in der Altstadt, in fast alle Linien umsteigen.

### Stadtbusse
Die Stadtwerke Lübeck befördern mit ihrer Verkehrsgesellschaft SWLmobil mit 29 Buslinien und 2 Fährlinien im Lübecker Ballungsraum jährlich insgesamt rund 30 Millionen Fahrgäste. Die Stadtbuslinien verkehren täglich zwischen etwa 04:30 Uhr und 00:30 Uhr, davon werden neun Linien in die Stadtteile Kücknitz und Travemünde von der integrierten Tochtergesellschaft LVG betrieben. Einige Stadtbuslinien bedienen auch die Nachbargemeinden Stockelsdorf, Bad Schwartau, Sereetz, Selmsdorf, Herrnburg, Groß Grönau, Krummesse und Klein-Wesenberg (diese bilden mit der Stadt Lübeck die Tarifregion Lübeck) sowie Timmendorfer Strand, Scharbeutz und Warnsdorf.
Die Taktfrequenz der Linien beträgt montags bis freitags zwischen 7 und 20 Uhr (Haupt- und Normalverkehrszeit) 10/15/20/30/60 Minuten, davor und danach in der Schwachverkehrszeit 30/60/120 Minuten. Die Stadt Lübeck als Aufgabenträger für den kommunalen ÖPNV hat mit dem Regionalen Nahverkehrsplan (RNVP) zum Fahrplanwechsel 2024 beim Stadtbusverkehr der SWLmobil, auf Grundlage eines Integralen-Takt-Fahrplans, die Ausweitung eines 10-Minuten-Taktes auf allen radialen Streckenachsen durch Kombinationen von zwei oder drei Linien beschlossen. An Haltestellen mit diesem "Lübeck-Takt" fährt montags bis freitags zwischen 7 und 20 Uhr mindestens alle zehn Minuten ein Bus. Im Liniennetzplan sind diese Strecken fett dargestellt. Die Schnellbusse der Linien 30, 40 und 50 halten nicht an allen Haltestellen in der Travemünder Allee. Der Spätverkehr nach 20 Uhr wird am ZOB als Treffpunktsystem abgewickelt. Einen Nachtlinien-Verkehr gibt es nicht, dafür das On-Demand Angebot LÜMO. 
In den Randzeiten bietet die SWLmobil in Lübeck seit 2018 das Ridepooling-Angebot „LÜMO“. Die eingesetzten Elektro-Kleinbusse fahren innerhalb der Kernstadt freitags, samstags und vor Feiertagen von 20 bis 4 Uhr, sonntags bis donnerstags von 20 bis 1 Uhr. Fahrgäste zahlen für die Nutzung den üblichen Basispreis bar oder bargeldlos (Einzelticket, Zeitkarteninhaber nicht) und lediglich einen Euro Zuschlag je Person. Diese Sammel-Rufbusse haben keine festen Haltestellen und sind über die LÜMO-App buchbar.
| Linie | Streckenverlauf |
| --- | --- |
| | Kohlmarkt = Zentralhaltestelle (Kohlmarkt← / Schüsselbuden← / Sandstraße→ / Wahmstraße→) |
| 1 | Sereetz, Rugenberg – Luv Shopping – Bf. Bad Schwartau / – Bad Schwartau ZOB / – Eutiner Ring – Karlstraße – ZOB/Hauptbahnhof – Kohlmarkt – Fahlenkampsweg – Stadtweide / Bf. St. Jürgen – Technische Hochschule – Dorothea-Erxleben-Str. (Hochschulstadtteil) |
| 2 | Stockelsdorf, Ravensbusch – Groß Steinrade – Bauernweg – ZOB/Hauptbahnhof – Kohlmarkt – Sana Klinikum / – Sudetenstraße / mo–fr: – Vorrader Straße – Estlandring |
| 3 | Sereetzer Weg – Vorwerker Diakonie – Karlstraße – Lohmühlenplatz – ZOB/Hauptbahnhof – Gustav-Radbruch-Platz – Marliring – Wesloer Brücke – Kirschenallee – Teufelsmoor – Eichholz |
| 4 | Groß Grönau – St. Hubertus – Universitätsstraße – Fahlenkampsweg – Kohlmarkt←/Königstraße→ – Gustav-Radbruch-Platz – Kaufhof – Wesloer Brücke – Heiweg (kein Spätverkehr) |
| 5 | Bf. Moisling – Moislinger Baum – Lutherkirche – Drägerwerk – ZOB/Hauptbahnhof – Kohlmarkt – Kaufhof – Brandenbaum – Eichholz (– Bf. Herrnburg) |
| 6 | Hamburger Straße – Buntekuh – Lutherkirche – Kolberger Platz – ZOB/Hauptbahnhof – Kohlmarkt – Fahlenkampsweg – Universitätsstraße – St. Hubertus – Flughafen – Blankensee, Dorfplatz (– Blankensee, Seekamp) |
| 7 | Bad Schwartau ZOB – Clever Landstraße – Sereetzer Weg – Vorwerker Friedhof – Kurzer Weg – ZOB/Hauptbahnhof – Kohlmarkt – Zeißstraße – Genin – Bf. Moisling |
| 8 | ZOB/Hauptbahnhof – Kohlmarkt – Fahlenkampsweg – UKSH/Universität – Stephensonstraße TH – Schärenweg / Bf. Hochschulstadtteil – Bornkamp |
| 9 | Bad Schwartau ZOB / – Sereetzer Weg – Clever Landstraße – Stockelsdorf, Rathausmarkt – ZOB/Hauptbahnhof – Kohlmarkt – Fahlenkampsweg – Stadtweide / Bf. St. Jürgen – TH / – Stephensonstraße TH / – UKSH/Universität – Grillenweg |
| 10 | Groß Parin – Bad Schwartau ZOB – Eutiner Ring – Vorwerker Diakonie – Karlstraße – ZOB/Hauptbahnhof – Kohlmarkt – Gustav-Radbruch-Platz – Roeckstraße – Wesloer Brücke – Gleisdreieck (am Wochenende: Groß Parin – Bad Schwartau ZOB als Linientaxi) |
| 11 | Schlutup, Zarnewenzweg – Wesloer Brücke – Kaufhof – Gustav-Radbruch-Platz – Kohlmarkt – ZOB/Hauptbahnhof – Mozartstraße – Buntekuh – Bf. Moisling / – Moorgarten / – Klein Wesenberg |
| 12 | Bf. Moisling – Moislinger Baum – Citti-Park – Roggenhorst – Bauernweg – Dornbreite – ZOB/Hauptbahnhof – Gustav-Radbruch-Platz – Adolfstraße – Ehrenfriedhof – Luisenstraße – Gothmund |
| 15 | (Niels-Bohr-Ring – Ehrenfriedhof – Roeckstraße –) Gustav-Radbruch-Platz – Hüxtertorallee – Kohlmarkt – ZOB/Hauptbahnhof |
| 16 | Krummesse, Tannenweg – Krummesser Baum – Vorrader Straße – Sana-Klinikum – Stadthalle – Kohlmarkt – ZOB/Hauptbahnhof – Lutherkirche – Kolberger Platz – Buntekuh (– Hamburger Straße) |
| 17 | Bad Schwartau ZOB – Leibniz-Gymnasium – Cleverhofer Weg – Rensefelder Weg – Klaus-Groth-Straße – Stockelsdorf, Altenheim – Stockelsdorf, Marienburgstraße / Rathausmarkt |
| 18 | Bad Schwartau ZOB – Rensefeld – Bollbrüch (als Linientaxi, nur mo-fr) |
| 21 | Citti-Park – Buntekuh – Ziegelstraße – ZOB/Hauptbahnhof – Kohlmarkt – Gustav-Radbruch-Platz – Kaufhof – Wesloer Brücke – Schlutup, Zarnewenzweg (nur werktags, Sa nur Citti-Park – Gustav-Radbruch-Platz) |
| 24 | Gothmund – Kreuzwegbrücke – Schlutup, Markt – Selmsdorf, An der Trave (überwiegend als Linientaxi, nur mo–fr) |
| 25 | Hansehalle – Karlstraße – Ehrenfriedhof – Roeckstraße – Gustav-Radbruch-Platz – Hüxtertorallee – Kohlmarkt – ZOB/Hauptbahnhof (nur mo–fr) |
| 26 | Citti-Park – Buntekuh – Lutherkirche – Kolberger Platz – ZOB/Hauptbahnhof – Kohlmarkt – Sana Klinikum – Vorrader Straße / (mo–fr: – Vorrade – Wulfsdorf – Beidendorf) – Krummesse, Tannenweg (nur werktags, kein Spätverkehr) |
| 30 | Stephensonstraße – Sana-Klinikum – ZOB/Hauptbahnhof – Kohlmarkt – Gustav-Radbruch-Platz – Jungborn – Kreuzwegbrücke – Kücknitzer Scheide – Solmitzstraße – Bf. Kücknitz – Ivendorf – Priwallfähre – Bf. Travemünde Strand – Nordmeerstraße – Gneversdorf (Schnellbus, Sa+So nur ZOB/Hbf. – Gneversdorf)                                                                         |
| 31 | Bf. Moisling – Moislinger Baum – Buntekuh – Mozartstraße – ZOB/Hauptbahnhof – Kohlmarkt – Gustav-Radbruch-Platz – Zeppelinstraße – Israelsdorf – Siems, Kieselgrund – Silberstraße – Kücknitz, Hirtenbergweg (Sa+So nur ZOB/Hbf. – Hirtenbergweg) |
| 33 | Roter Hahn / Bf. Kücknitz – Solmitzstraße – Siems – Luv Shopping – Rodenkathen – Riesebusch – Bad Schwartau ZOB |
| 34 | (ZOB/Hauptbahnhof – Kohlmarkt – Gustav-Radbruch-Platz – Ehrenfriedhof – Israelsdorf – Kreuzwegbrücke – Siems/Kieselgrund – Kücknitzer Scheide – Solmitzstraße – Roter Hahn / Bf. Kücknitz – Ivendorf – Teutendorfer Weg – Nordlandring – Bf. Travemünde Strand – Priwallfähre – Teutendorfer Weg) (werktags einzelne Fahrten früh und spät, So nur ZOB/Hbf. – Roter Hahn, → 50) |
| 35 | Dreilingsberg – Nordmeerstraße – Kowitzberg – Dänemarkstraße – Bf. Travemünde Strand – Priwallfähre – Teutendorfer Weg (→AST: – Teutendorf, Raiffeisen) – Warnsdorf (nur mo–fr, kein Spätverkehr) |
| 36 | Roter Hahn – Skandinavienkai-Terminal – Ivendorf – Rönnauer Weg / Bf. Skandinavienkai – Teutendorfer Weg – Priwallfähre |
| 38 | Dreilingsberg – Teutendorfer Weg – Priwallfähre – Priwall, Wellenschlag (nur mo–fr, kein Spätverkehr) |
| 40 | ZOB/Hauptbahnhof – Kohlmarkt – Gustav-Radbruch-Platz – Jungborn – Kreuzwegbrücke – Bf. Kücknitz – Ivendorf – Bf. Skandinavienkai – Teutendorfer Weg – Nordlandring – Bf. Travemünde Strand – Brodten – Niendorf – Timmendorfer Strand / – Bf. Scharbeutz (Schnellbus) |
| 50 | ZOB/Hauptbahnhof – Kohlmarkt – Gustav-Radbruch-Platz – Jungborn – Kreuzwegbrücke – Kücknitzer Scheide – Solmitzstraße – Roter Hahn – Ivendorf – Pommernzentrum – Teutendorfer Weg – Priwallfähre – Bf. Travemünde Strand – Dreilingsberg (Schnellbus, So nur Roter Hahn – Dreilingsberg, → 34)                                                                                  |
| Hinweis: Die Haltestellen Schüsselbuden und Stadttheater werden bis Ende 2026 wegen Bauarbeiten nicht angefahren. | |

### Linientaxi
Auf einigen schwach frequentierten Linienabschnitten verkehren in Lübeck Linientaxis, d. h., anstelle eines Busses wird ein Großraumtaxi eingesetzt. Teils stößt dies auf Kritik, da in einigen Fällen die Taxis voll besetzt waren und weitere wartende Fahrgäste nicht mitnehmen konnten. Erstmals wurde das Linientaxi 2006 auf der damaligen Linie 12 zwischen Schlutup Markt und Selmsdorf eingeführt. Bis heute verkehrt die Linie außerhalb des Schülerverkehrs als Linientaxi, allerdings mittlerweile zwischen Gothmund Normannenweg und Selmsdorf An der Trave als Linie 24. Nach diesem Vorbild wurde 2007 die Bad Schwartauer Stadtlinie 18 zum Linientaxi, nach einer großen Liniennetzreform und Takt-Ausdünnung im Jahr 2012 folgte die jetzige Linie 10 zwischen Bad Schwartau und Groß Parin an Wochenenden. Als einziges Linientaxi verkehrt die Linie 35 auf dem Abschnitt Teutendorfer Weg – Teutendorf als Anruf-Sammel-Taxi (AST) nur nach vorheriger Anmeldung.

### Regionalbusse
Lübeck wird von zehn Regionalbuslinien aus dem Umland angefahren, wobei einige dieser Fahrten nicht bis ins Stadtzentrum führen, sondern bereits an einer Umsteigehaltestelle zum Stadtverkehr in einem Vorort enden. Die Kreise Herzogtum Lauenburg und Stormarn, südlich der Lübecker Stadtgrenze, sind Bestandteil des NahSH und des HVV (vierstellige Liniennummern). Einige der Regionalbusse verkehren nicht mehr im Spätverkehr. Zusätzlich zu den hier genannten Linien gibt es in der Region noch werktäglichen Schulbusverkehr.
| Linie | Streckenverlauf | Betreiber |
| ----- | --- | --------- |
| 335   | Lübeck ZOB/Hauptbahnhof – Gustav-Radbruch-Platz – Kirschenallee – Schlutup, Markt – Selmsdorf – weiter Richtung Dassow – Grevesmühlen                                             | Nahbus    |
| 500   | Lübeck ZOB/Hauptbahnhof – Karlstraße – Bad Schwartau, Eutiner Ring – Riesebusch – Sereetz – Ratekau – Niendorf/Ostsee – weiter Richtung Timmendorfer Strand – Pansdorf – Haffkrug | Autokraft |
| 510   | Lübeck ZOB/Hauptbahnhof – Stockelsdorf, Rathausmarkt, Bäckergang – weiter Richtung Gnissau – Ahrensbök                                                                            | Autokraft |
| 7650  | Lübeck ZOB/Hauptbahnhof – Stockelsdorf, Rathausmarkt, Schulweg – weiter Richtung Bad Segeberg                                                                                     | Autokraft |
| 8130  | Lübeck-Buntekuh – Hamburger Straße / Moislinger Baum – Wesenberg – Hamberge – weiter Richtung Reinfeld                                                                            | Autokraft |
| 8150  | Lübeck, Bauernweg – Groß Steinrade – Badendorf – Zarpen – Heilshoop – weiter Richtung Pöhls                                                                                       | Autokraft |
| 8710  | Lübeck ZOB/Hauptbahnhof – Kohlmarkt/Königstraße – Fahlenkampsweg – Universitätsstraße – St. Hubertus – Groß Grönau – weiter Richtung Ratzeburg – Mölln                            | Autokraft |
| 8720  | Lübeck ZOB/Hauptbahnhof – Kohlmarkt/Königstraße – Sana-Klinikum – Lübeck-Kronsforde – Sandesneben – weiter Richtung Trittau                                                       | Autokraft |
| 8770  | Lübeck-Kronsforde – Berkenthin – Behlendorf – weiter Richtung Mölln | Autokraft |
| 8780  | Lübeck-Kronsforde – Siebenbäumen – weiter Richtung Sandesneben | Autokraft |

## Fähren
Die Stadtwerke Lübeck Mobil GmbH betreibt neben den Buslinien auch zwei Fährverbindungen über die Untertrave von Travemünde zur Halbinsel Priwall. Die (nördliche) Personenfähre fährt dabei nur im Sommerhalbjahr täglich zwischen 08:00 und 22:30 Uhr, während die (südliche) Kfz- und Personenfähre das ganze Jahr hindurch täglich durchgehend alle 10–15 Minuten verkehrt. Die Fähren sind nicht in den regulären Stadtbustarif integriert, Zeitkarten der Stadtwerke Lübeck Mobil berechtigen nur eingeschränkt zur Nutzung der Fähren. Ebenso wird für Fahrgäste der Linie 38, die die Fähre auf ihrem Weg vom Gneversdorfer Weg zum Priwall nutzt, ein Fähraufschlag fällig.

## Carsharing
In Lübeck gibt es mit Stattauto HL ein gut ausgebautes Carsharing-Angebot. In der Region Lübeck gibt es dabei über 140 Fahrzeuge an Standorten in Lübeck und Bad Schwartau. Auch wenn Stattauto HL und Stadtwerke Lübeck Mobil voneinander völlig unabhängige Unternehmen sind, kooperieren sie miteinander. Um als Ergänzung zum ÖPNV-Angebot attraktiv zu sein, gewährt Stattauto HL Abo-Kunden der SWLmobil einen Preisnachlass.

## Tarife
Lübeck liegt im Geltungsbereich des Verkehrsverbundes NAH.SH mit dem Schleswig-Holstein-Tarif (SHT). In diesen Verbund sind alle Stadtbus- und Regionalbuslinien sowie die Regionalzüge integriert. Es werden weitreichende Übergangstarife zum Hamburger Verkehrsverbund (HVV) angeboten. Innerhalb des Schleswig-Holstein-Tarifs gelten die Tarife für die Region Lübeck, zu der seit April 2024 auch die Gemeinden Herrnburg und Selmsdorf in Nordwestmecklenburg gehören. Es gibt drei Preisstufen. Fahrausweise sind beim Fahrpersonal der Busse, in Vorverkaufsstellen, an Automaten in Bahnstationen jeweils bar oder bargeldlos sowie digital über die NahSH-App und DB Navigator-App erhältlich. Sie gelten in allen Bussen und Regionalbahnzügen innerhalb der Region Lübeck und berechtigen auch zum Umsteigen zwischen den Verkehrsmitteln.

## Planungen

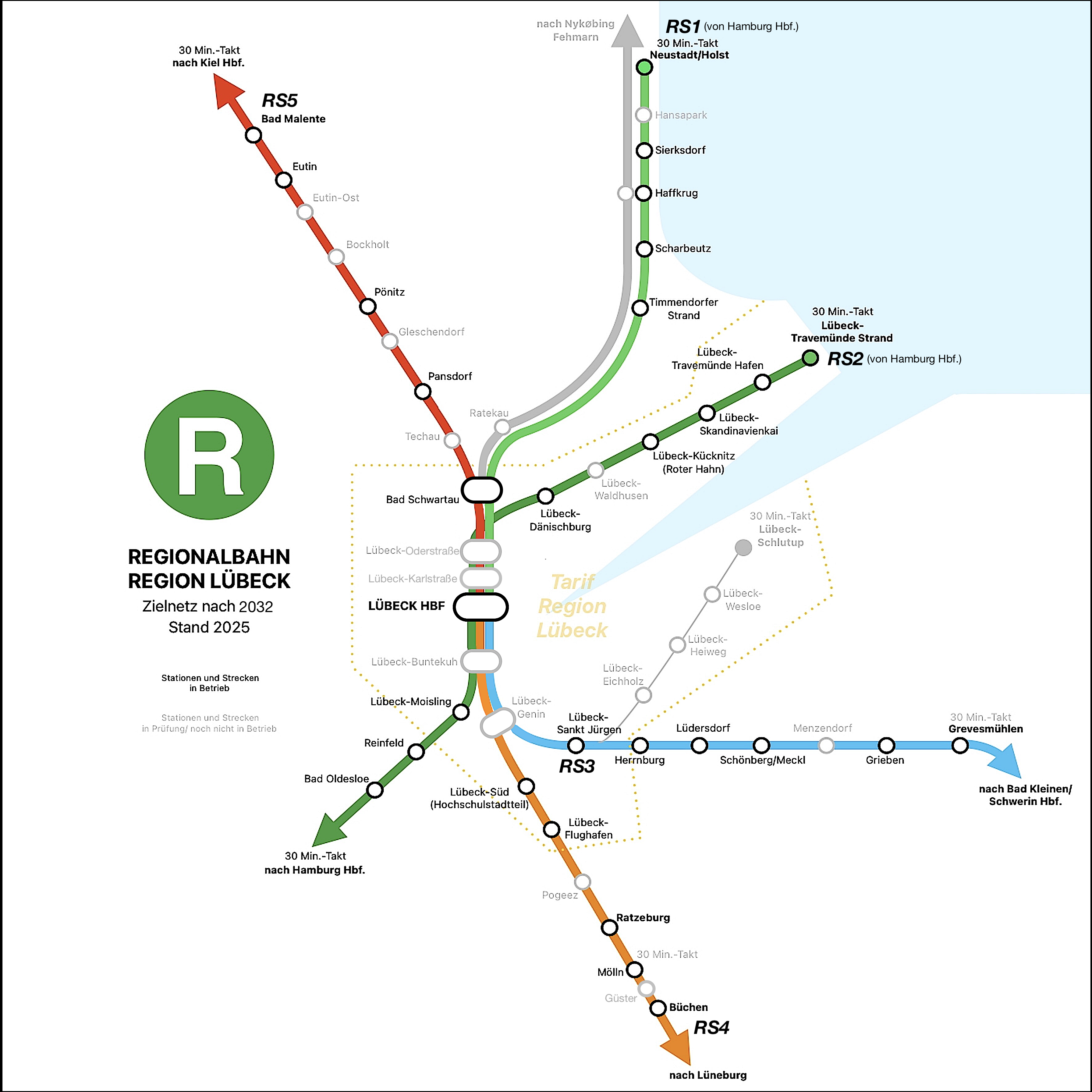
Regionalbahn in der Region Lübeck (Halbstunden-Takt nach Hamburg und Kiel, teilweise nach Neustadt und Travemünde realisiert)

Es gibt Planungen, in Lübeck ab 2030 ein Regio-S-Bahn-Angebot auf den vorhandenen Eisenbahnstrecken nach Hamburg, Travemünde, Neustadt, Malente, Büchen und Bad Kleinen jeweils im Halbstunden-Takt einzuführen. Der landeseigene Nahverkehrsverbund NAH.SH als Aufgabenträger und die Stadt Lübeck planen, dafür auf allen bestehenden Linien der Regionalbahn in der Haupt- und Nebenverkehrszeit einen Halbstunden-Takt einzurichten. Das Konzept wurde mit dem Landesweiten Nahverkehrsplan (LNVP) beschlossen. Es handelt sich dabei also nicht um ein zusätzliches schienengebundenes System in der Region, sondern um eine deutlich kostengünstigere und schneller umsetzbare Angebotsverbesserung. Weitere Haltepunkte in der Region sollen geprüft werden und möglicherweise nach 2030 hinzukommen: Skandinavienkai-Terminal, HL-Waldhusen, HL-Karlstraße, HL-Buntekuh, HL-Genin, Pogeez, Ratekau, Techau und Gleschendorf. In der Region Lübeck gibt es diesbezüglich weitergehende Vorstellungen, als bei Land und NahSH. Die Zukunft der heutigen Bäderbahn nach Neustadt bleibt nach dem Rückzug des Landes und der Fertigstellung der Neubaustrecke Richtung Fehmarn bisher ungewiss. An der Neubaustrecke würden dann die Bahnhöfe weiter von den Badeorten entfernt liegen, insbesondere Timmendorfer Strand wäre dann nur vom neu errichteten Bahnhof Ratekau erreichbar.   
Beim Stadtbusverkehr sind, vorbehaltlich der Finanzierung, weitere Taktverdichtungen, eine mögliche neue tangentiale Verbindung über die Wakenitzbrücke sowie die Optimierung der Umsteigeverknüpfungen der Stadtbusse mit den Regionalbussen und Regionalbahnen in Aussicht gestellt.  